# San Fernando (Cebú)
San Fernando es un municipio de la provincia de Cebú en Filipinas. Es una de las localidades que componen al Gran Cebú, actualmente la segunda área metropolitana más grande del país.

## Barangayes
San Fernando se subdivide administrativamente en 21 barangayes.
| - Balud - Balungag - Basak - Bugho - Cabatbatan - Greenhills - Ilaya - Lantawan - Liburon - Magsico - Población North - Panadtaran | - Pitalo - San Isidro - Sangat - Población South - Tabionan - Tananas - Tinubdan - Tonggo - Tubod |

- Datos: Q316318
- Multimedia: San Fernando, Cebu / Q316318

1. ↑  Worldpostalcodes.org, código postal n.º 6018.